# Black Rock State Park

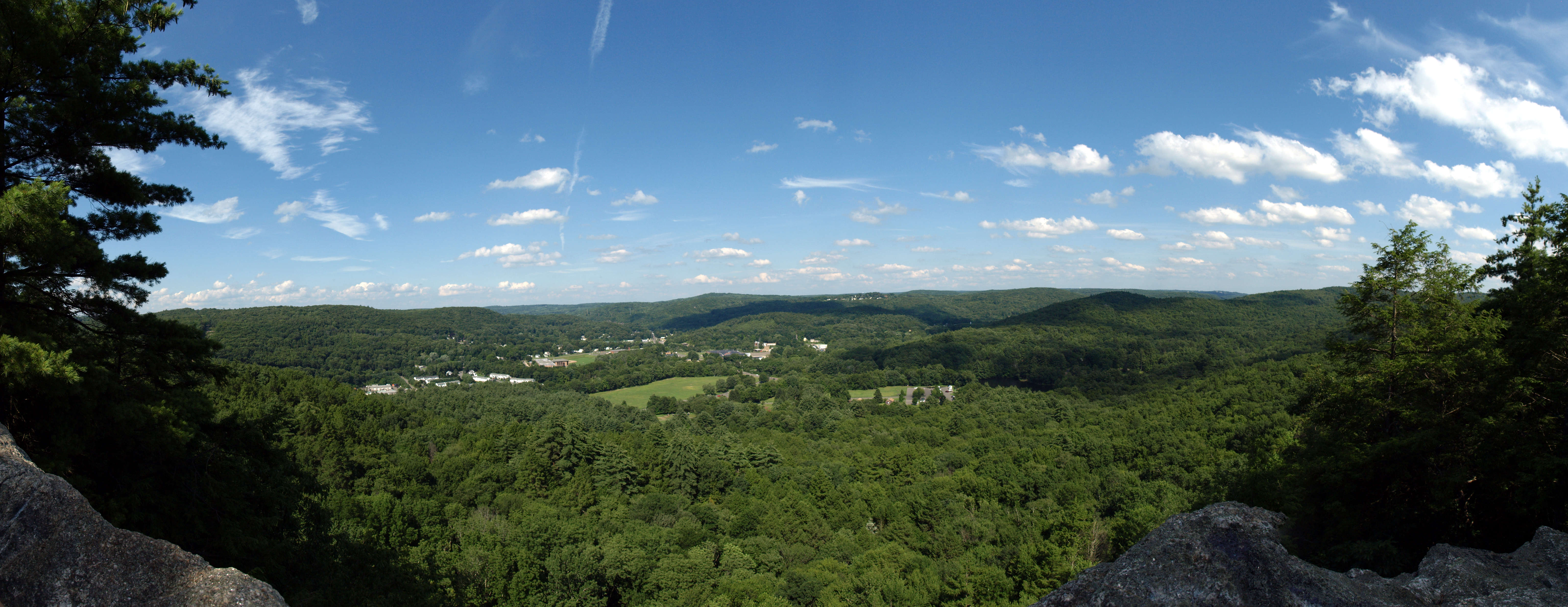
Panoramablick vom Black Rock nach Osten auf Thomaston und den Black Rock Pond

Der Black Rock State Park ist ein State Park in der Mitte zwischen Torrington und Watertown im Litchfield County in Connecticut, USA. Namensgebend für den 1,8 km² großen Park sind die schwarzen Felsformationen, die durch Graphitabbau seit 1657 entstanden sind. In dem Gebiet wurden auch Pfeilspitzen und Steinwerkzeuge der Mohegan-, der Paugussett- und der Tunxisindianer gefunden. Südlich des 1926 eröffneten Parks liegt der Mattatuck State Forest, beide Gebiete sind durch den Mattatuck Trail miteinander verbunden. Der Black Rock Lake und der Black Rock Pond sind über weitere Wanderwege erreichbar. Eichen, Kiefern und Hemlocktannen dominieren den Baumbestand, die Gewässer werden für Angler mit Forellen aufgestockt.
Schwimmen, Campen und Wandern sind die beliebtesten Freizeiterholungen im Park. Von der Felswand des Black Rock hat man Aussicht auf das Naugatuck Valley, Watertown und Thomaston. 
Am 10. Juli 1989 wurde der Park von einem Tornado heimgesucht. Ein 12-jähriges Mädchen wurde dabei von umstürzenden Bäumen tödlich verletzt.